# Blechnum spicant
Blechnum spicant (L.) Sm. è una felce appartenente alla famiglia delle Blechnaceae.

## Etimologia
Il nome del genere deriva dal greco blechnon, nome di una felce nota in Dioscoride Pedanio medico, botanico e farmacista greco antico che esercitò a Roma ai tempi dell'imperatore Nerone.

## Descrizione
Pianta perenne con aspetto cespitoso, con grosso rizoma strisciante ricoperto da numerose squame che si estendono fino alla base dei piccioli fogliari; foglie sterili; alta 30–50 cm; brevemente picciolate, oblungo lanceolate, pennato-partite, scure e lucide; foglie fertili lunghe 5-9 dm, portanti su ciascun lobo 2 sori allungati e paralleli alla nervatura mediana. I sori sono ricoperti da un indusio membranoso. Il nome generico significa ‘piuma di struzzo’; quello specifico si riferisce forse alla fronda fertile eretta, simile a una spiga.

## Riproduzione
Il periodo di sporificazione va da giugno a settembre.

## Habitat
Ha una vasta distribuzione circumboreale ed presente lungo tutto l'arco alpino, nelle Prealpi lombarde,sugli Appennini (salvo che in Umbria e Basilicata) e sulle montagne della Sicilia e della Sardegna. Cresce in vicinanza di ruscelli e in boschi umidi e ombrosi, prevalentemente su substrati acidi, con optimum nella fascia montana.